# Thermen van Diocletianus

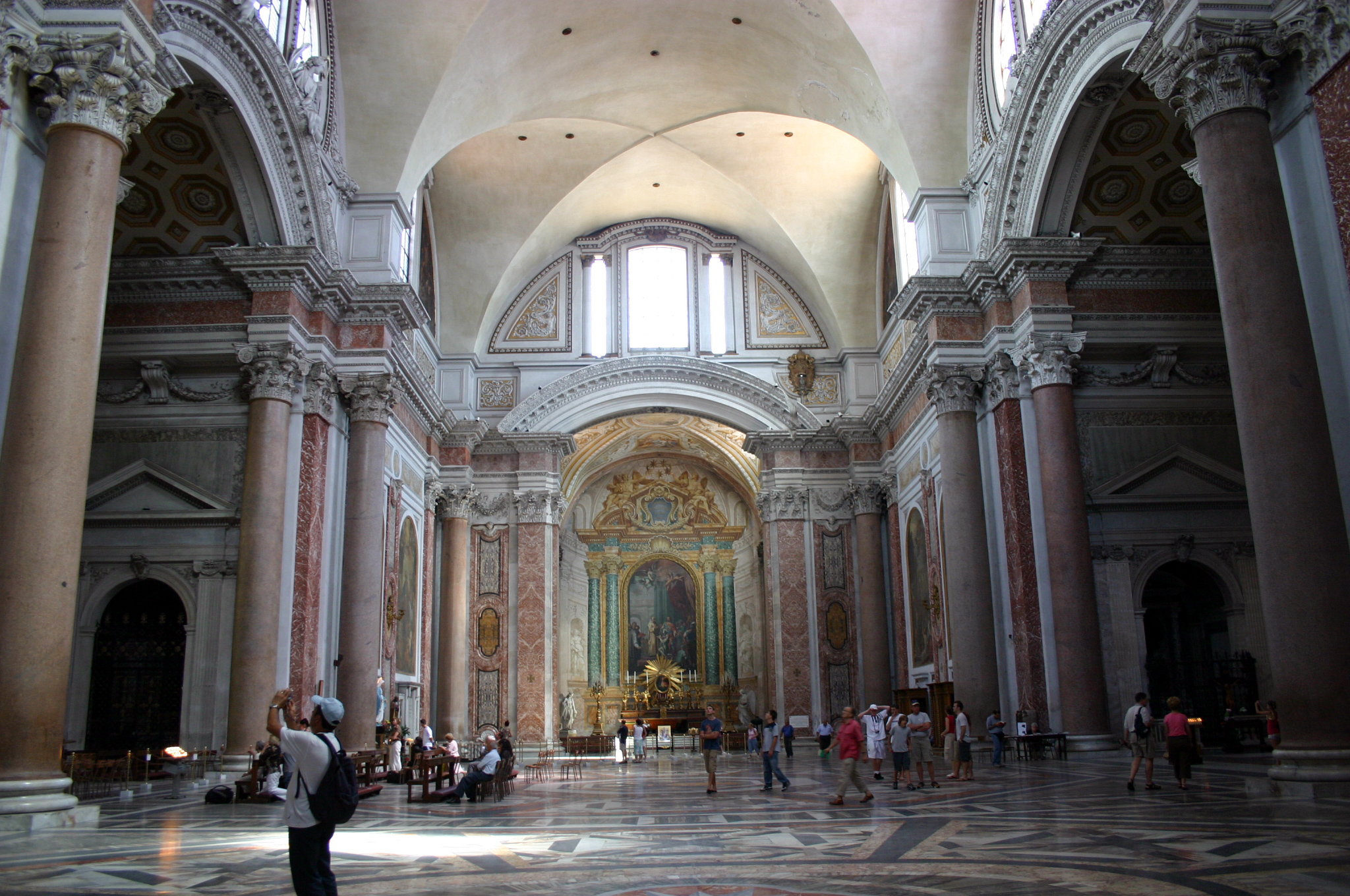
Het frigidarium van de thermen, tegenwoordig het schip van de Basilica Santa Maria degli Angeli

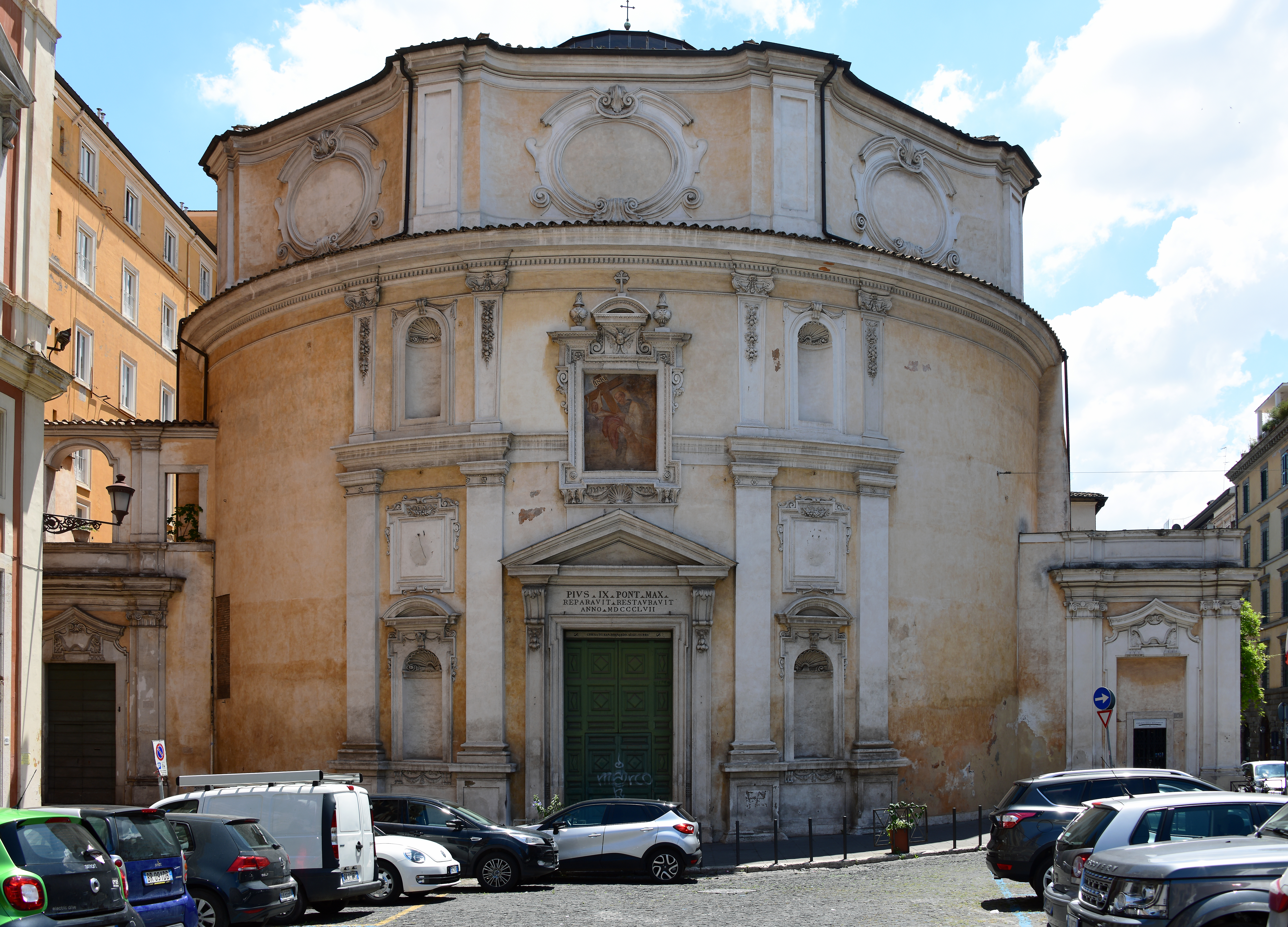
San Bernardo alle Terme in een van de ronde hoekgebouwen aan de zuidzijde

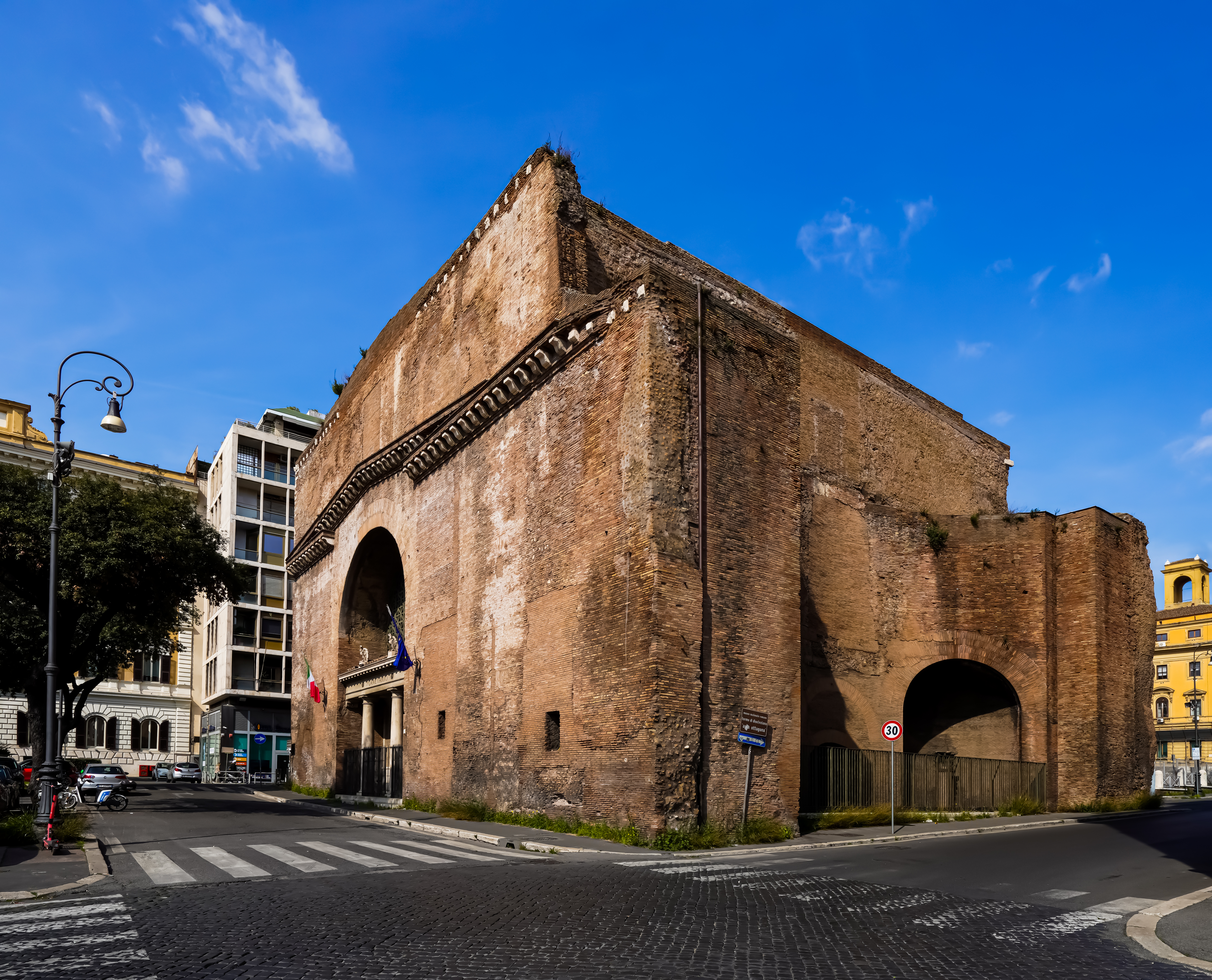
Het planetarium in de Aula Ottagona

De Thermen van Diocletianus (Latijn: Thermae Diocletiani) was een groot openbaar thermencomplex in het oude Rome.

## Geschiedenis
De Thermen van Diocletianus is een groot badhuiscomplex dat zich bevond op het plateau van de Viminaalheuvel. Het complex is gebouwd vanaf 298, in opdracht van keizer Maximianus en werd in 306 ingewijd. Aangezien Maximianus in macht de mindere was van zijn medekeizer Diocletianus, werden de thermen naar deze laatste genoemd.
Het waren de grootste thermen uit de oudheid, 370 bij 380 meter, en ze boden plaats aan ongeveer 3000 mensen die tegelijkertijd konden baden. Ter vergelijking: van het op een na grootste complex, de Thermen van Caracalla, uit het begin van de derde eeuw, konden 'slechts' 1600 mensen tegelijk gebruikmaken. Het frigidarium van het complex alleen al was 100 bij 30 meter groot.

## Het complex
De Thermen van Diocletianus bestaan uit de standaarddelen van de Romeinse thermen:
1. Caldarium - het heetwaterbad
2. Tepidarium - het warmwaterbad
3. Frigidarium - het koudwaterbad
4. Natatio - het openluchtzwembad
5. Palaestrae - portico's die werden gebruikt als sportruimte
6. De ingang stond aan de noordzijde
7. De grote exedra was gebouwd aan de zuidelijke zijde

Het hoofdgebouw was omgeven door een grote tuin waarin onder meer zuilengalerijen, fonteinen en een hardloopbaan waren gebouwd. In de vele bijgebouwen waren kleedkamers, bibliotheken, gymnasia en expositieruimtes voor kunst gevestigd.
Het gehele complex was ommuurd en meet 376 bij 361 meter. De totale oppervlakte besloeg ongeveer 13 hectare. Het hoofdgebouw heeft een afmeting van 210 bij 180 meter. Daarmee zijn de Thermen van Diocletianus groter dan die van Caracalla, maar toch moet de ruimte veel economischer zijn ingedeeld om zoveel meer bezoekers te kunnen toelaten. Het benodigde stromende water werd aangevoerd door het Aqua Marcia-aquaduct. In een groot reservoir naast de thermen werd dit water opgeslagen voordat het in de baden gebruikt werd.
Het complex werd gebouwd met de oriëntatie op het zuidwesten, zodat het caldarium werd verwarmd door de zon, terwijl het frigidarium koel kon blijven. De verschillende zalen werden gebouwd uit baksteen en gepleisterd met kalk, dat kleurig beschilderd werd.

## Verval
Tijdens de belegering van Rome door de Gotische koning Witiges in 537 werden de aquaducten afgebroken en daarna niet of slechts beperkt gerestaureerd. In de jaren daarna verminderde de populatie van Rome sterk. De bevolking concentreerde zich vooral in het laaggelegen deel van de stad, dicht bij de rivier de Tiber. De thermen kregen ook geen water meer aangevoerd en raakten in onbruik. De gebouwen werden beroofd van veel nuttig bouwmateriaal.

## Nieuwe bestemming
Na eeuwen van verval zijn een aantal gebouwen van de thermen bewaard gebleven en kregen een nieuwe functie. Het hoofdgebouw werd een christelijke kerk, de Santa Maria degli Angeli e dei Martiri. Zij werd tussen 1563 en 1566 door Michelangelo gebouwd in het tepidarium, frigidarium en enkele omliggende ruimten en is gewijd aan engelen en aan de christelijke martelaren die, volgens de overlevering, gestorven waren bij de aanleg van de baden.
In een ander gedeelte van het gebouw is in de 16de eeuw, waarschijnlijk door een leerling van Michelangelo, een kartuizerklooster gebouwd met twee chiostri, een groot en een klein. Het oorspronkelijke grondplan werd gewijzigd bij de aanbouw van een kloostergang. In de jaren 1586-1589 werd het caldarium en de zuidelijke hoek van het gebouw in opdracht van Paus Sixtus V met springstof 'opgeruimd'. Daarna heeft de paus de ruimten gebruikt voor nieuwe doeleinden: hij vestigde hier een paleis voor zijn zuster.
In 1598 werd er in een van de bijgebouwen een tweede kerk gebouwd, de San Bernardo alle Terme. Deze kerk werd gevestigd in een van de cirkelvormige spheristeria (speciale ruimte voor balspelen) in de buitenmuur van het badhuis.
Deze bevonden zich aan de kant van het grote exedra, waar zich nu het Piazza della Repubblica bevindt, in de westelijke hoek van het thermencomplex.

## Museo Nazionale Romano
Een deel van de thermen maakt nu deel uit van het Museo Nazionale Romano. Het is er gevestigd in 1889, toen de kloosterruimten zijn ontruimd. Het bevat archeologische vondsten die na 1870 zijn gedaan in Rome. Vanaf 1997 is een groot deel gewijd aan de epigrafie (inscripties). Tegenwoordig is de complete collectie archeologische vondsten verspreid over drie locaties: het oude Thermenmuseum, het Palazzo Altemps en het Palazzo Massimo. Een belangrijk deel van de collectie is de Ludovisicollectie (Collezione Ludovisi). In de jaren 1621-1623 heeft kardinaal Ludovico Ludovisi een begin gemaakt met de verzameling. Het bevat sculpturen die vooral door Bernini en Algardi zijn gereconstrueerd. Een van de bekendste werken is de Ludovisitroon.

## Piazza della Repubblica
Bij de Italiaanse eenmaking (1860-1871), toen Rome was uitgeroepen tot hoofdstad van Italië, werd in 1887 op de plaats van de grote exedra van de Thermen van Diocletianus, die voorheen Piazza Esedra werd genoemd, door Gaetano Koch een groot plein aangelegd met in het midden de Fontana delle Naiadi van Alessandro Guerrieri (1885): de Piazza della Repubblica. De architectonische vorm van de antieke exedra werd door Koch bewaard door middel van de halfronde neoclassicistische colonnades van de twee palazzi. De Piazza della Repubblica, het plein waarop de in 1867 aangelegde verkeersader Via Nazionale uitkomt, is een symbool voor de overgang van het oude naar het nieuwe Rome: in de onmiddellijke nabijheid ervan werden de eerste ministeries van de nieuwe hoofdstad gebouwd.

## Restauratie
Met het ontwerp voor de bouw van het Museo Nazionale Romano dat in het klooster moest komen in het thermencomplex werd beslist de thermen van Diocletianus te restaureren en deels weer op te bouwen.
Tijdens de jaren 1908 tot 1911 werd op beslissing van het Italiaanse parlement begonnen met de excavatie van het domein. Er werd 324 vierkante meters grond uitgegraven en ongeveer 7290 kubieke meter puin en aarde werd verwijderd. Men reconstrueerde 1053 vierkante meter van het dak. De hoofdruïnes van het centrale gedeelte van de thermen en het zwembad werden aan het licht gebracht; zeven antieke hallen langs de rechterarm van het transept van de Santa Maria degli Angeli werden gerestaureerd. Vijf grote hallen werden vernieuwd aan de kant van de Via Cernaia. De Aula Ottagona, een van de twee achthoekige zalen op de zuidelijke hoeken van het complex werd omgebouwd tot planetarium.

## De thermen tegenwoordig
De Thermen van Diocletianus zijn de best bewaard gebleven thermen van Rome. Het complex stond nog grotendeels overeind toen in 1561 de kerk Santa Maria degli Angeli e dei Martiri gebouwd werd in het grote centrale gebouw. Het oorspronkelijke ontwerp van de kerk is van de hand van Michelangelo.
De Santa Maria degli Angeli is gebouwd in de grote zaal van het het frigidarium. De drie gewelven van het frigidarium vormen nu het schip van de kerk, dat met een lengte van 91 meter, een breedte van 27 en een hoogte van 28 meter nog een goede indruk geeft van de grootsheid van het oorspronkelijke gebouw. De acht roodgranieten zuilen die het dak ondersteunen zijn nog steeds prominent aanwezig. De vestibule van de kerk is gebouwd in het voormalige tepidarium. De ingang wordt gevormd door een bewaard gebleven exedra van het caldarium. Dit oorspronkelijk rechthoekige caldarium stond tot in de 17e eeuw nog overeind maar werd daarna afgebroken.
Andere delen van het complex werden ook hergebruikt. In een van de twee ronde zalen is de kerk San Bernardo alle Terme gebouwd. In de grote hal en de aula zijn tegenwoordig afdelingen van het Museo Nazionale Romano (Nationaal museum van Rome) gevestigd. Meer restanten zijn nog te zien verspreid over het complex.
De Aula Ottagona, een van de twee achthoekige zalen op de zuidelijke hoeken van het complex werd omgebouwd tot planetarium en maakt tegenwoordig ook deel uit van het Museo Nazionale.
De halfronde vorm van de grote exedra van de ommuring is bewaard gebleven in het grote plein Piazza della Repubblica.

## Trivia
- Het belangrijkste spoorwegstation van Rome, Stazione Termini, ligt direct naast de Thermen van Diocletianus.
- De Basilica Santa Maria degli Angeli e dei Martiri werd gewijd aan de christelijke martelaren (martiri) die volgens de overlevering de thermen moesten bouwen.